# Robert Weil (professeur)
Pour les articles homonymes, voir Robert Weil (homonymie).
Robert Weil (1843-1933) était un universitaire et professeur allemand, spécialiste de l'allemand.

## Biographie
En 1870, il devient professeur de langue allemande à l’Université de Paris IV. Au début de la guerre franco prussienne, Robert Weil quitte la France.
De 1870 à 1875, il a travaillé près de Wiesbaden comme journaliste. De 1875 à 1933, il a fondé le Domaine Weil à Kiedrich. En 1879 il achète la maison du baronet John Sutton.
« La propriété doit sa réputation au riesling Gräfenberg apprécié de nombreux rois et empereurs d’Europe au XIXe siècle, et qui devait devenir en 1900 l’un des vins les plus chers du continent. […] La propriété fut fondée en 1875 par le Dr Robert Weil, professeur d’allemand à la Sorbonne, jusqu’à ce que l’imminence de la guerre franco-prussienne (1870-1871) l’oblige à quitter Paris. […] Leur propriétaire actuel Wilhelm Weil, représente la quatrième génération à la tête du domaine. En 2005, le Kiedrich Gräfenberg reste le plus grand vin du Rheingau et, surtout, semble s’affirmer à chaque nouveau millésime. » (Robert Parker)